# 龙岗路
龙岗路，中国安徽省合肥市的一条南北干道，得名自龙岗综合经济开发区，道路北起包公大道正接新海大道，南至裕溪路，未来规划跨越南淝河于包河区境内接龙川路。沿路有云河湾公园、龙岗游园、安徽静安中西医结合医院、瑶海湾湿地公园、合肥市和平小学瑶海湾校区、合肥市青少年活动中心、合肥市第一中学瑶海校区、李鸿章享堂等。

## 轨道交通
- █ 2号线：龙岗站
- █ 6号线：市博物馆站